# Чільце

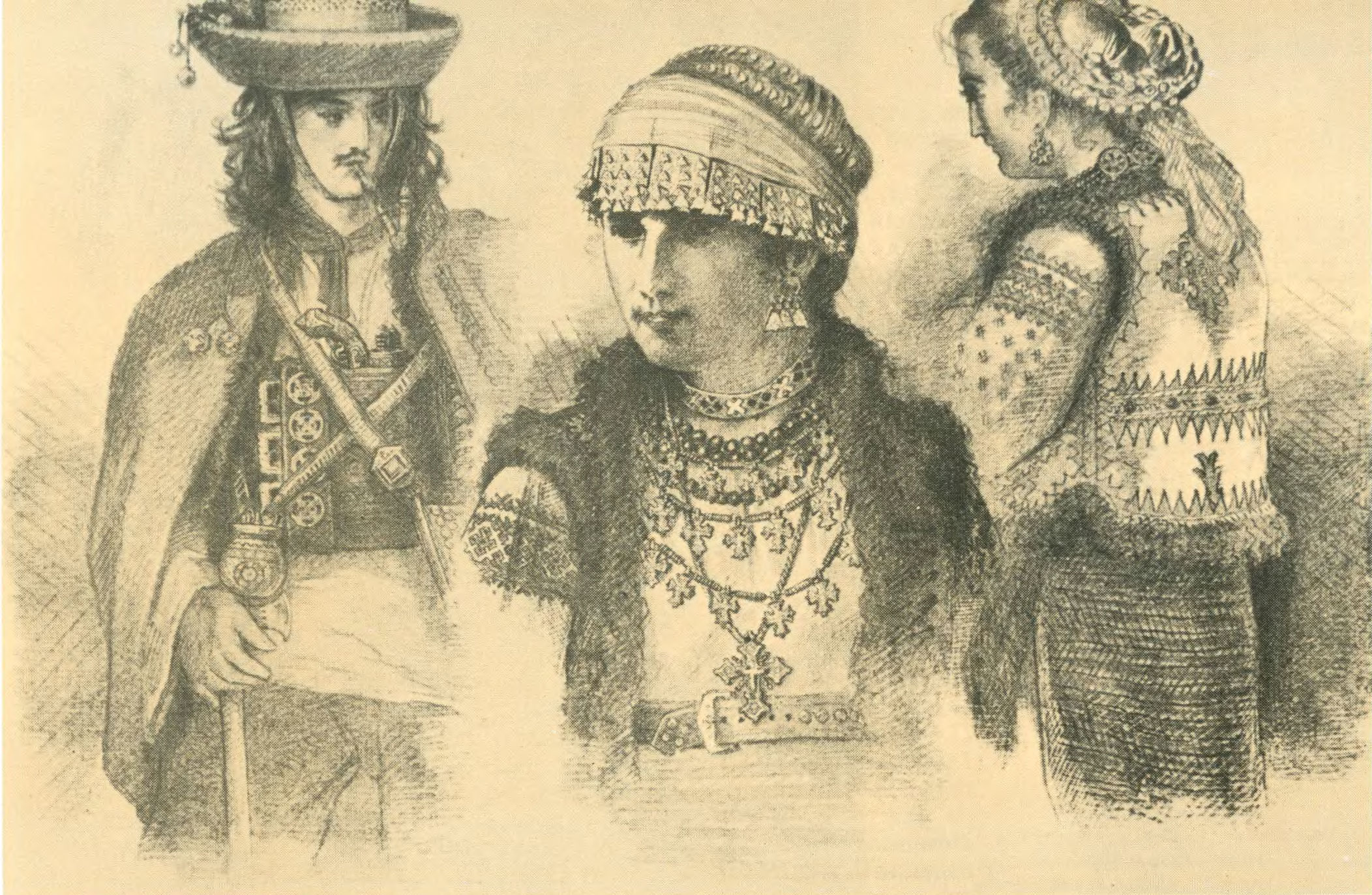
Гуцулка у чільці в центрі замальовки

Чі́льце, чі́льця — жіночі прикраси в етнографічної групи українців гуцулів та деяких інших слов'янських народів.
Чільця — це підвішені до дротика вузенькі металеві платівки, що мають вигляд маленьких стрічечок або пелюсток квітів. Чільце носять над чолом. Вбирає його молода на весілля, або всі дівчата під час урочистих свят.
Поширене в гуцулів. Багато дослідників схильні вважати традицію носіння чільця залишком тієї староукраїнської оздоби, що була запозичена від Візантії в період княжої доби в Україні. Це була діадема з березової кори, обшита дорогою тканиною, а зверху покрита золотою або срібною платівкою. Під платівкою внизу підвішувались декоративні бляшки або намистини. Подібна оздоба жіночої голови була знайдена археологом В. Хвойком у Броварах на Полтавщині (нині місто Київської області).
Пов'язку для голови, виткану з золотих та срібних ниток, а також шнурок з намистинами знайшла археолог Мельник при розкопці могили старослов'янського поховання на Харківщині.
Крім гуцулів, чільце ще зберегли серби та інші балканські слов'яни. Під турецьким впливом сербське чільце складається з дрібних монет, спеціально для цього виготовлених. Такі монети, здебільшого, золоті, підвішуються до шнурівки, чи ланцюжка й одягаються на голову вище чола.

## Джерело
- Воропай О. Звичаї нашого народу: у 2 т. — Мюнхен, 1954, том 2